# 살바 키르 마야르디트
살바 키르 마야르디트(영어: Salva Kiir Mayardit, 문화어: 쌀바 키이르 마야르디트, 1951년 9월 13일~)는 남수단의 초대 대통령이다.
살바 키르 마야르디트는 1960년대 말 제1차 수단 내전에서 수단의 분리를 주장하던 무장 단체인 안냐냐에 가입했다. 1972년 아디스아바바에서 평화 협정을 맺을 당시 그는 낮은 계급의 장교였다. 제2차 수단 내전이 발발했을 때는 수단 인민 해방군에 가입했다. 당시 수단 인민 해방군의 지도자 존 가랑은 실전 경험이 없었으므로 키르와 같은 안냐냐 베테랑들에게 많이 의존했다. 키르는 수단 인민 해방군의 지도 세력으로 떠올랐다. 키르는 네덜란드의 라디오 인터뷰에서 동성애를 정신적인 병이라고 말하기도 했다.
키르는 2005년 1월 수단 정부와의 평화 협상이 끝난 후 남부 수단 자치구의 부통령으로 임명되었다. 존 가랑이 헬기 사고로 사망한 뒤 남부 수단 자치구의 대통령이 되었다. 수단으로부터 남수단이 독립한 후, 2011년 7월 9일에 남수단의 대통령으로 취임했다.

## 역대 선거 결과
| 선거명      | 직책명          | 대수 | 정당             | 득표율 | 득표수      | 결과 | 당락 |
| ----------- | --------------- | ---- | ---------------- | ------ | ----------- | ---- | ---- |
| 2010년 선거 | 남수단의 대통령 | 1대  | 수단인민해방운동 | 92.99% | 2,616,613표 | 1위  |      |